# Acaridia
Acaridia é uma subordem incluindo espécies de ácaros do clade Astigmatina da ordem Astigmata.